# قرار مجلس الأمن التابع للأمم المتحدة رقم 1591
قرار مجلس الأمن التابع للأمم المتحدة رقم 1591، المتخذ في 29 آذار / مارس 2005، بعد الإشارة إلى القرارات 1547 (2004)، 1556 (2004)، 1564 (2004)، 1574 (2004)، 1585 (2005)، 1588 (2005) و1590 (2005) وبشأن الوضع في السودان، فرض المجلس حظرا على السفر وتجميدا للأصول على من «يعرقلون عملية السلام» في دارفور.
تم تبني القرار بأغلبية 12 صوتًا وامتناع ثلاث دول عن التصويت من الجزائر والصين وروسيا، الذين أعربوا جميعًا عن اعتراضهم على استخدام العقوبات الدولية واعتقدوا أن القرار فشل في الاعتراف بالتقدم الذي أحرزته الحكومة السودانية.

## فريق خبراء الأمم المتحدة بشأن السودان
تم إنشاء فريق خبراء الأمم المتحدة بشأن السودان بموجب قرار مجلس الأمن رقم 1591 الصادر في مارس 2005. وتتمثل مهمتها، من بين أمور أخرى، في مراقبة حظر الأسلحة في دارفور. وكان السيد توماس بيفولي منسق الفريق من 5 كانون الأول / ديسمبر 2007 حتى 15 تشرين الأول / أكتوبر 2008. كان السيد بيفولي قد تم تعيينه من قبل الأمين العام كوفي عنان في مايو 2006 للعمل في فريق خبراء الأمم المتحدة كخبير في مراقبة الجمارك والحدود.

## أعمال
بموجب الفصل السابع من ميثاق الأمم المتحدة، استنكر مجلس الأمن تصرفات الحكومة السودانية والمتمردين والجماعات المسلحة الأخرى في دارفور لفشلها في الوفاء بالتزاماتها تجاه المجلس واستمرار انتهاكات وقف إطلاق النار. كانت هناك غارات جوية من قبل الحكومة، التي لم تنزع سلاح ميليشيا الجنجويد. وفي هذا الصدد، أنشأ المجلس لجنة للإشراف على تنفيذ مطالب مجلس الأمن ضد أطراف النزاع، والتحقيق مع الأفراد المسؤولين عن انتهاكات حقوق الإنسان. وصدرت تعليمات بإبلاغ المجلس بانتظام عن الحالة.
وضع القرار قيودًا على من «يعرقلون عملية السلام» في دارفور، بما في ذلك حظر السفر وتجميد الأصول، ليدخل حيز التنفيذ في غضون 30 يومًا ما لم يمتثل الطرفان لمجلس الأمن. واختتم المجلس بالتأكيد على أنه سيتم اتخاذ مزيد من التدابير في حالة عدم امتثال أي من الأطراف.

## روابط خارجية
- نص القرار في undocs.org
- 1591 Sanctions Committee website على موقع واي باك مشين (نسخة محفوظة August 5, 2015)